# Karel Lidický
Karel Lidický (17. června 1900 ve Hlinsku – 21. května 1976 v Praze) byl český sochař, medailér a vysokoškolský pedagog.

## Život
Byl žákem pražské Akademie, na níž studoval v letech 1926–1931 v ateliéru drobné plastiky a medaile Otakara Španiela, kde si oblíbil více monumentální pojetí Myslbekova asistenta Karla Pokorného. Zásadní vliv mimo školu na něj měl především sochař a restaurátor Karel Kotrba, který ho seznámil s tvorbou Charlese Despiaua.
Lidický náleží k nejvýznamnějším autorům českého klasického portrétu, pokračovatelům monumentální realistické tradice J. V. Myslbeka. V tomto pojetí modeloval společensko-politické zakázky. Některé podobizny v moderní koncepci souzní s dílem Charlese Despiaua a italských neorealistů jako byl Giacomo Manzú, s nímž Lidického pojilo celoživotní přátelství. Stěžejní je jeho popření impresionistických forem, které do té doby v portrétu převládaly.

## Další aktivity
V roce 1946 podepsal prokomunistické „Májové poselství kulturních pracovníků českému lidu!“ publikované před parlamentními volbami do Národního shromáždění. Tento předvolební manifest podepsalo celkem 843 kulturních pracovníků a komunisté volby vyhráli. V roce 1948 podepsal výzvu prokomunistické inteligence Kupředu, zpátky ni krok!, jež byla vydána dne 25. února 1948 na podporu komunistického převratu. Na ustavující konferenci Svazu československých výtvarných umělců, konané v říjnu 1956 v Mánesu, byl zvolen do ústředního výboru tohoto svazu. Na následujícím prvním (1960) a druhém (1964) sjezdu SČSVU bylo jeho členství v ústředním výboru potvrzeno. Komunistickým režimem byl oceňován.

## Pedagogická činnost
Od roku 1945 byl pedagogicky činný na katedře výtvarné výchovy Pedagogické fakulty Univerzity Karlovy v Praze, dále na ČVUT. Od roku 1965 působil na pražské Akademii výtvarných umění. Mezi jeho významné žáky patří Ivan Kalvoda, Milan Vácha, Ivan Záleský nebo Zdeněk Preclík.

## Nejznámější díla

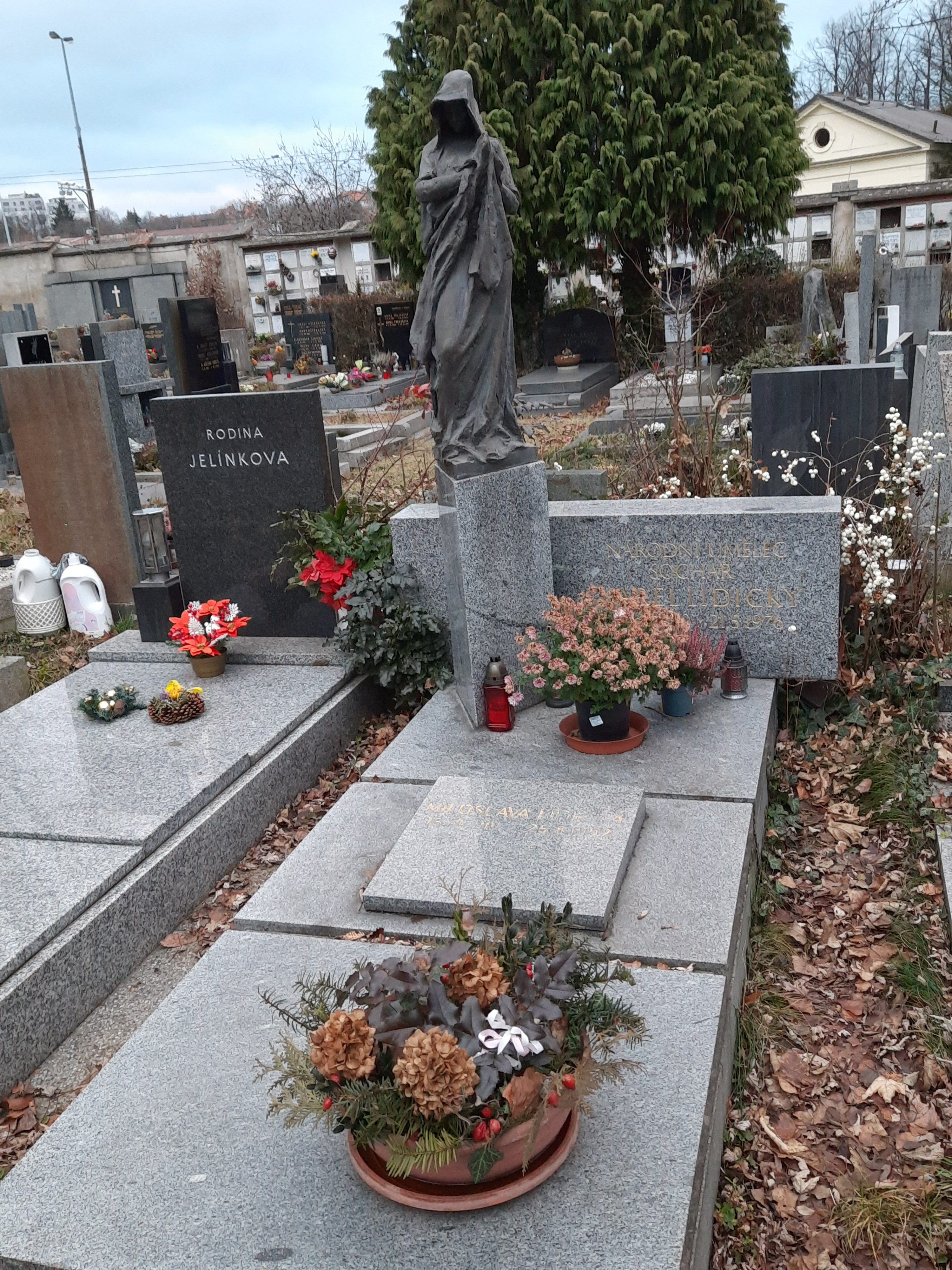
Hrob Karla Lidického na Vinohradském hřbitově v Praze

- Památník Obětem světové války,[5] Kameničky
- Podobizna malíře Šmidry, bronz, 1930
- Ženské torzo, serpentin, 1932 (v několika autorských replikách)
- Busta Republiky, bronz, 1933 (známé jsou i odlitky z hrnčiny)
- Novinářka z Melantricha, bronz, 1934
- Venkovský chlapec, dřevovina, 1935
- Podobizna kunsthistoričky dr. Jarmily Blažkové, bronz, 1936
- Václav Budovec z Budova, bronz, 1938
- Podobizna Inky Peřinové, bronz, 1941
- Dětský akt, bronz, 1942
- Podobizna paní Kovárnové, bronz, 1942
- Básník František Halas, bronz, 1942
- Básník Hanuš Jelínek, bronz, 1942
- Podobizna malíře Václava Rabase, bronz, 1943
- Tuberkulózní torzo, bronz, 1943 (existuje i mramorová replika z roku 1946)
- Podobizna Jarmily Zábranské, bronz, 1948
- Podobizna Jiřiny Kerhartové, bronz, 1948
- Reliéf Milostrdenství na Památníku objevu radia (Jáchymov), beton, 1950
- Podobizna Adrieny Šimotové (aspirantka Adriena), bronz, 1953
- Pomník Mistr Jan Hus, bronz, 1955 (Nádvoří Karolina, Praha)
- Pamětní deska Janu Želivskému, bronz, 1956
- Podobizna Zdeňka Paulíčka, bronz, 1956
- Plačící žena, 1957,  Památník Lidice [6]
- Medaile Max Švabinský, bronz, 1958
- Busta spisovatele Vladislava Vančury, bronz, 1959
- Zuzanka a Katuška, bronz, 1960
- Pomník S. K. Neumanna, 1960, Poděbrady (spolupráce Vojtěch Kerhart)
- Podobizna dr. Jana Weniga, cín, 1963
- Busta spisovatele Jana Weisse, cín, 1972, Jilemnice

## Galerie

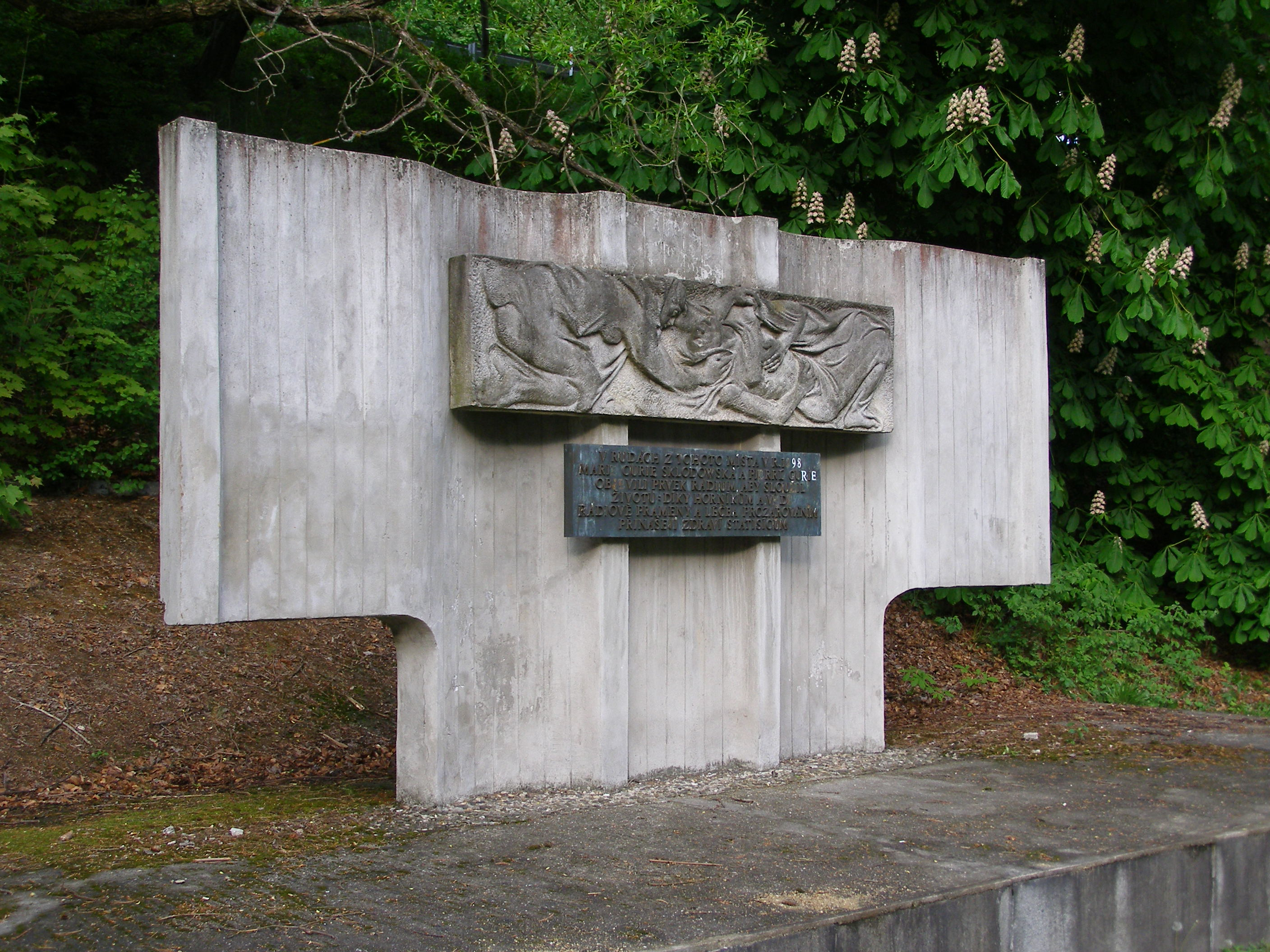
Památník Objevu rádia s Lidického reliéfem Milosrdenství, 1950, Jáchymov
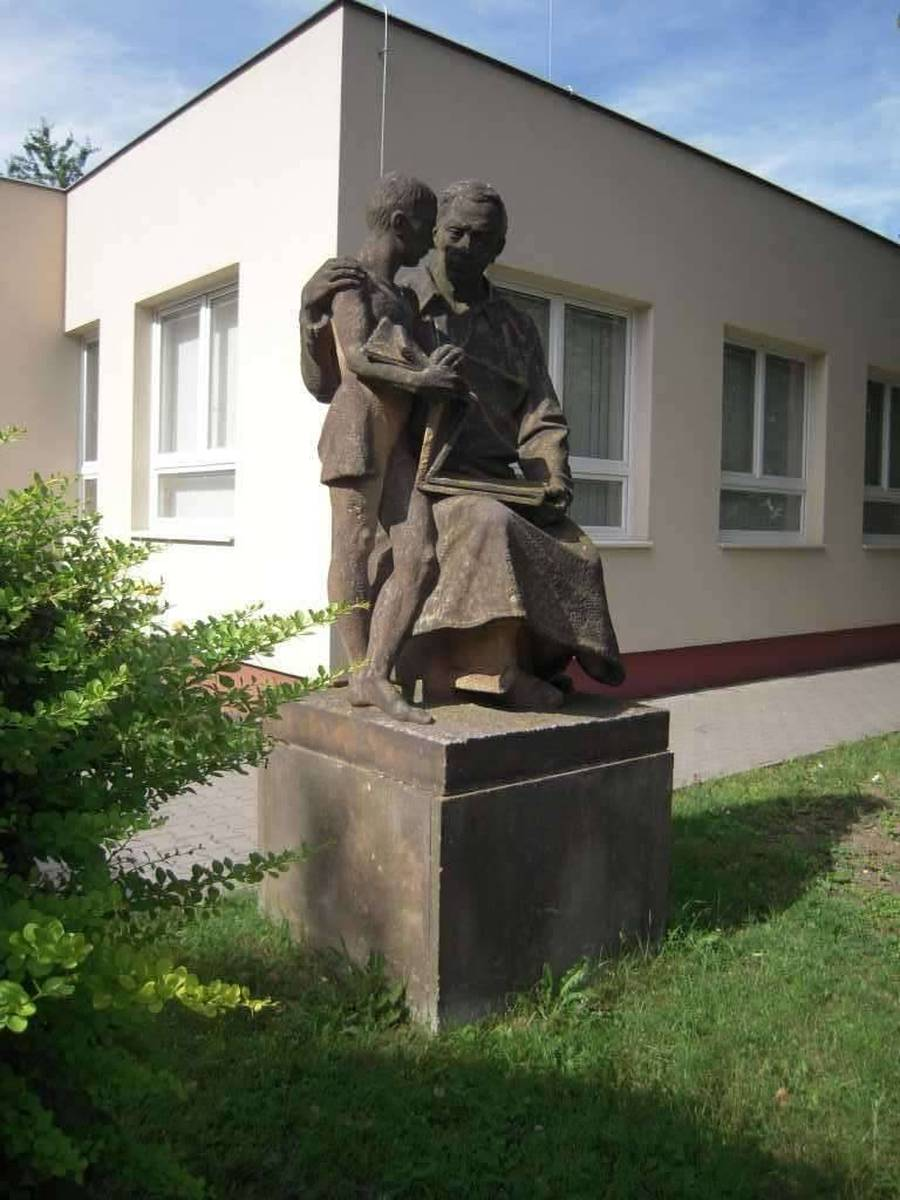
Otec a syn, 1956, Kbely, Praha
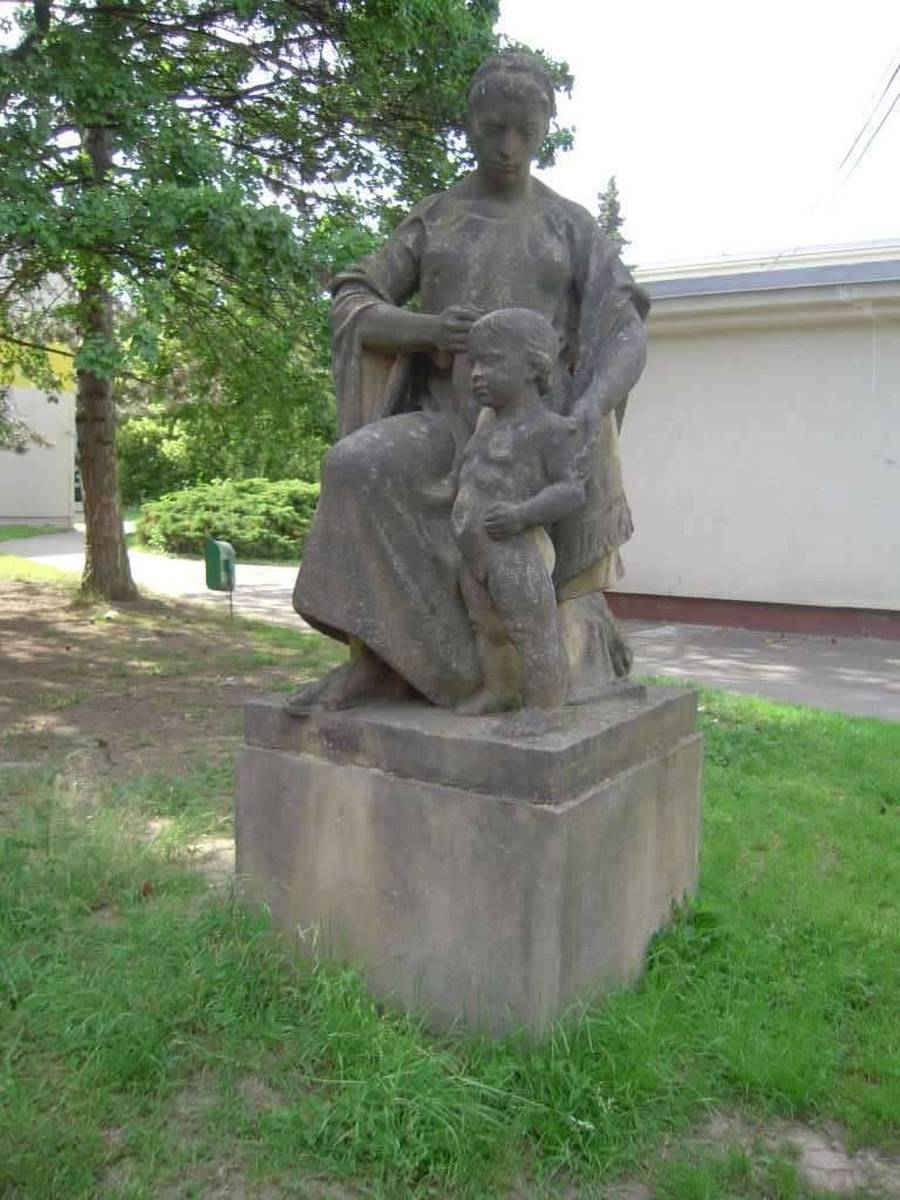
Matka a dcera, 1956, Kbely, Praha
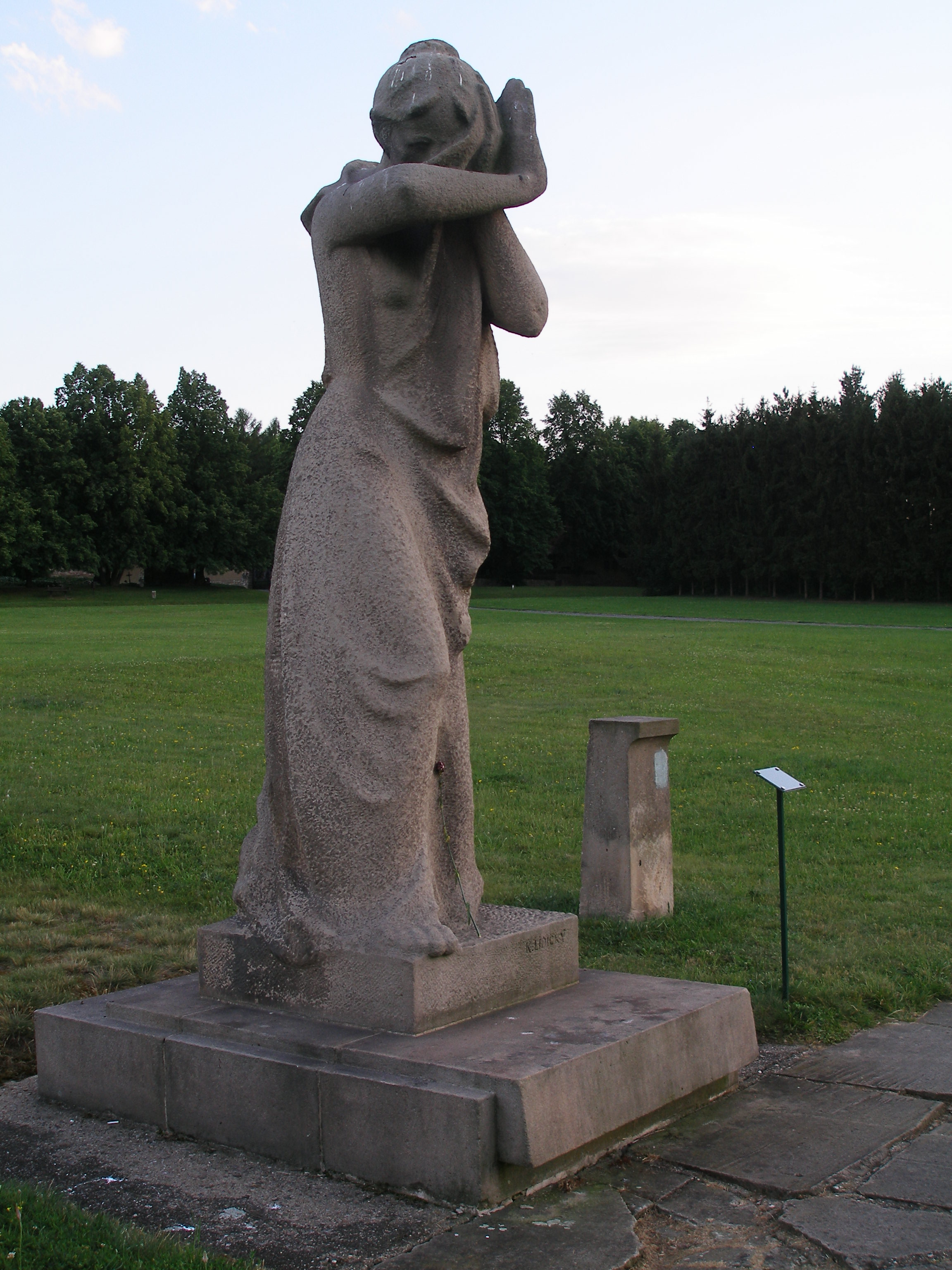
Plačící žena, 1957, Památník Lidice
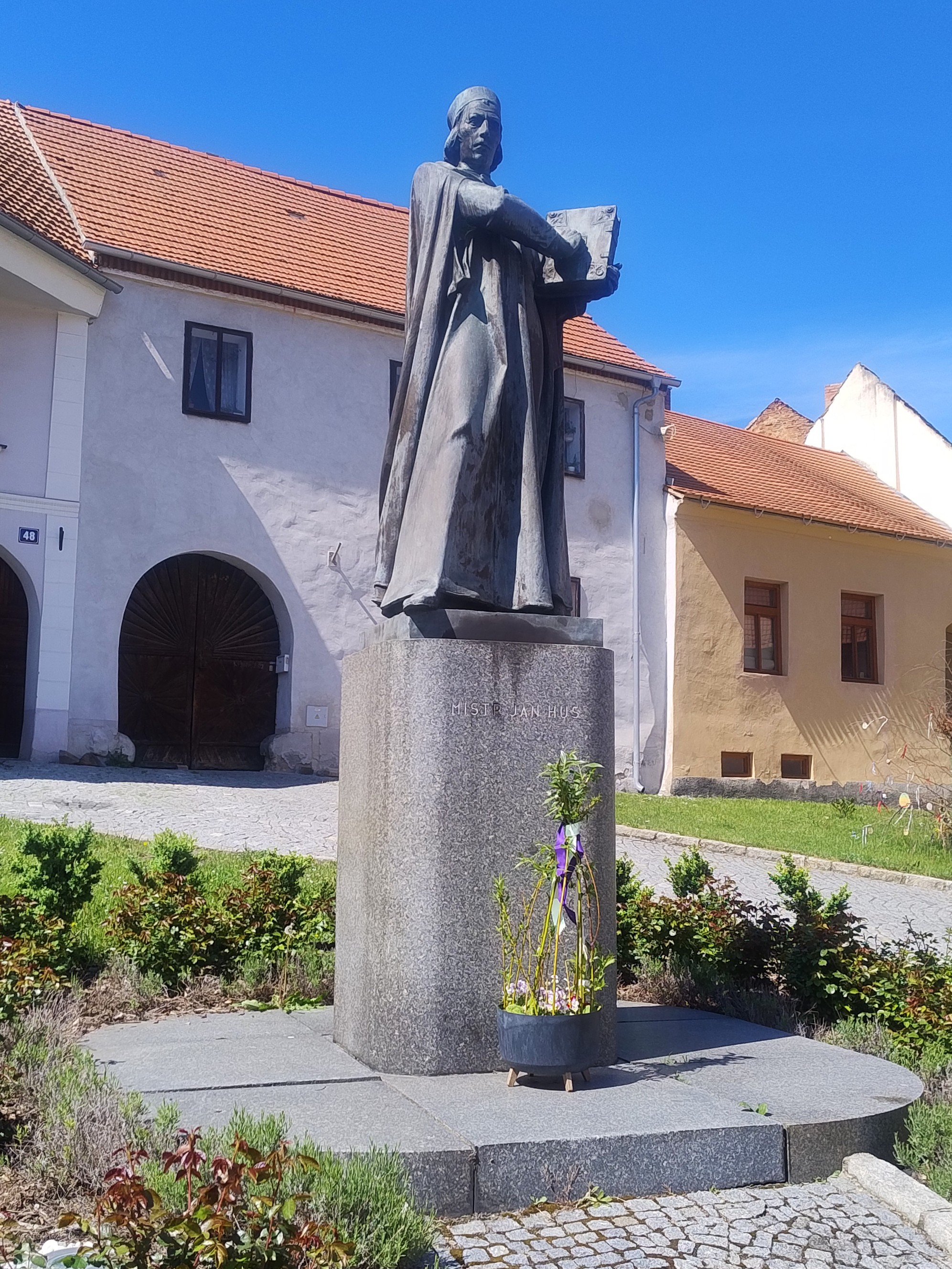
Socha Mistra Jana Husa, 1958, bronz, Husinec
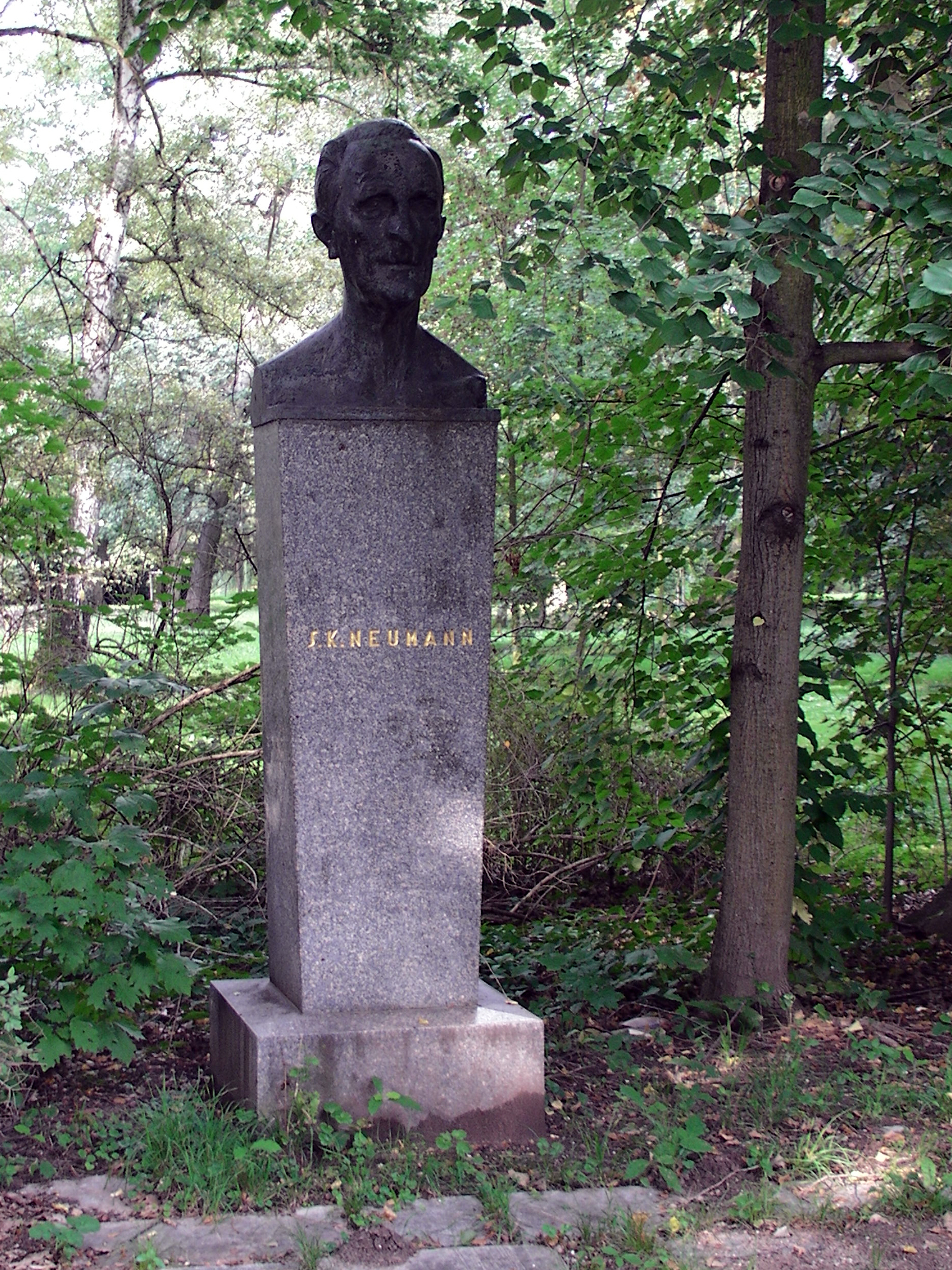
Pomník S. K. Neumanna, 1960, Poděbrady